# Andrianampoinimerina
 (août 2008).
Si vous disposez d'ouvrages ou d'articles de référence ou si vous connaissez des sites web de qualité traitant du thème abordé ici, merci de compléter l'article en donnant les références utiles à sa vérifiabilité et en les liant à la section « Notes et références ».
Andrianampoinimerina, né Imboasalama vers 1745 et mort en 1810, est le premier souverain du royaume d’Imerina réunifié, du centre de Madagascar, puis est reconnu comme suzerain par la plupart des royaumes malgaches. Il règne de 1787 à 1810. Parmi toutes ses descendances, son fils, le prince Ilaidama, couronné sous le nom de Radama Ier, lui succède et achève son œuvre, devenant ainsi le premier roi de Madagascar.

## Biographie

### Origine du nom et unification du royaume de Madagascar
Andrianampoinimerina signifie « Le prince désiré par l'Imerina », et est souvent abrégé en « Nampoina » par les auteurs coloniaux. Il naquit en 1740.
Il commence son règne comme souverain du petit royaume d'Ambohimanga, situé au nord d'Antananarivo. Mais de là, il entreprend ensuite de réunifier presque tous les pays pour en devenir, à partir de 1806 ou 1807 l'unique souverain. Cependant, Andrianampoinimerina n'est pas seulement un conquérant mais aussi un législateur et un « orateur » de grand talent, ce qui, dans le cadre traditionnel, implique la maîtrise littéraire et une profonde sagesse. Son œuvre et ses discours, rapportés par les traditions orales et écrites compilées ensuite par un missionnaire dans le monumental Tantaran'ny Andriana (« L'Histoire des Rois ») constituent ainsi la source principale des traditions, aussi bien politiques que littéraires et philosophiques des Merina depuis le XIXe siècle.

### Guerres de conquête
Au début du XIXe siècle, le roi Andrianampoinimerina repousse les Bezanozano vers l'est, conquiert à l’ouest les royaumes de l’Imamo oriental et, après plusieurs batailles contre les Sihanaka et les Bezanozano, porte ses frontières à la limite orientale du plateau. Il conquiert ensuite le royaume d’Andrantsay, puis les quatre royaumes betsileo, qui ne parviennent pas à faire leur unité. Il obtient la soumission de Mikala, souverain du Ménabe, puis entre en relation avec Ravahiny, reine du Boina, et avec les chefs des royaumes antemoro qui étaient représentés par les membres du clan Anakara Andriamahazonoro, Ratsilikaina et Andriambita. C'est d'ailleurs grâce aux négociations menées par ces derniers que l'union entre le fils du roi, Ilaidama (futur Radama Ier), et la princesse Sakalave Rasalimo a été possible.

### Organisation du royaume
Andrianampoinimerina organise ses États en s’appuyant sur la coutume. Selon que la conquête a été pacifique ou violente, les territoires intégrés conservent leurs anciennes autorités ou subissent une colonisation pure et simple de la part des migrants hova et andriana, dont les plus heureux reçoivent des domaines occupés par 7 000 chefs de famille capables de porter les armes et de payer des impôts. Le roi (mpanjaka) a un pouvoir en principe absolu mais il existe une convention entre lui et le peuple (fenitra), « scellée pour l’éternité ». Une assemblée populaire, le kabary, représentant les principaux groupes sociaux et les divisions administratives du royaume, règle les questions les plus importantes. Le royaume est divisé en six toko (districts), dirigés chacun par deux hommes, un andriana et un hova issus ou non de la population locale. Ces toko sont subdivisés en foko, qui correspondent à des villages. À l’échelle du foko, des assemblées villageoises (fokon’olona) règlent les problèmes administratifs, judiciaires et de police et organisent les travaux collectifs.
Pour tenir en main son royaume, Andrianampoinimerina met sur pied un réseau parallèle d’informateurs et de représentants du roi : les épouses royales, au nombre de 47 mais dénommées "les Douze" pour des raisons symboliques - relatives aux douze collines sacrées de l'Imerina (symbole de son alliance avec les anciennes dynasties régnantes ralliées ou soumises) -, sont un relais de son autorité dans les provinces. Son épouse principale était Rasendrasoa et son épouse secondaire était Rambolamasoandro. Aussi sont mis en place les 70 vadin-tany (époux de la terre), possédant à l’échelon des foko les pouvoirs exécutifs et judiciaires. Le premier grand Andriambaventy d’Andrianampoinimerina était le Zazamarolahy se nommant Andriantsolo détenant la principauté/seigneurie d’Andramasina.
À sa mort, en 1810, son fils lui succède. Il est couronné sous le nom de Radama Ier.

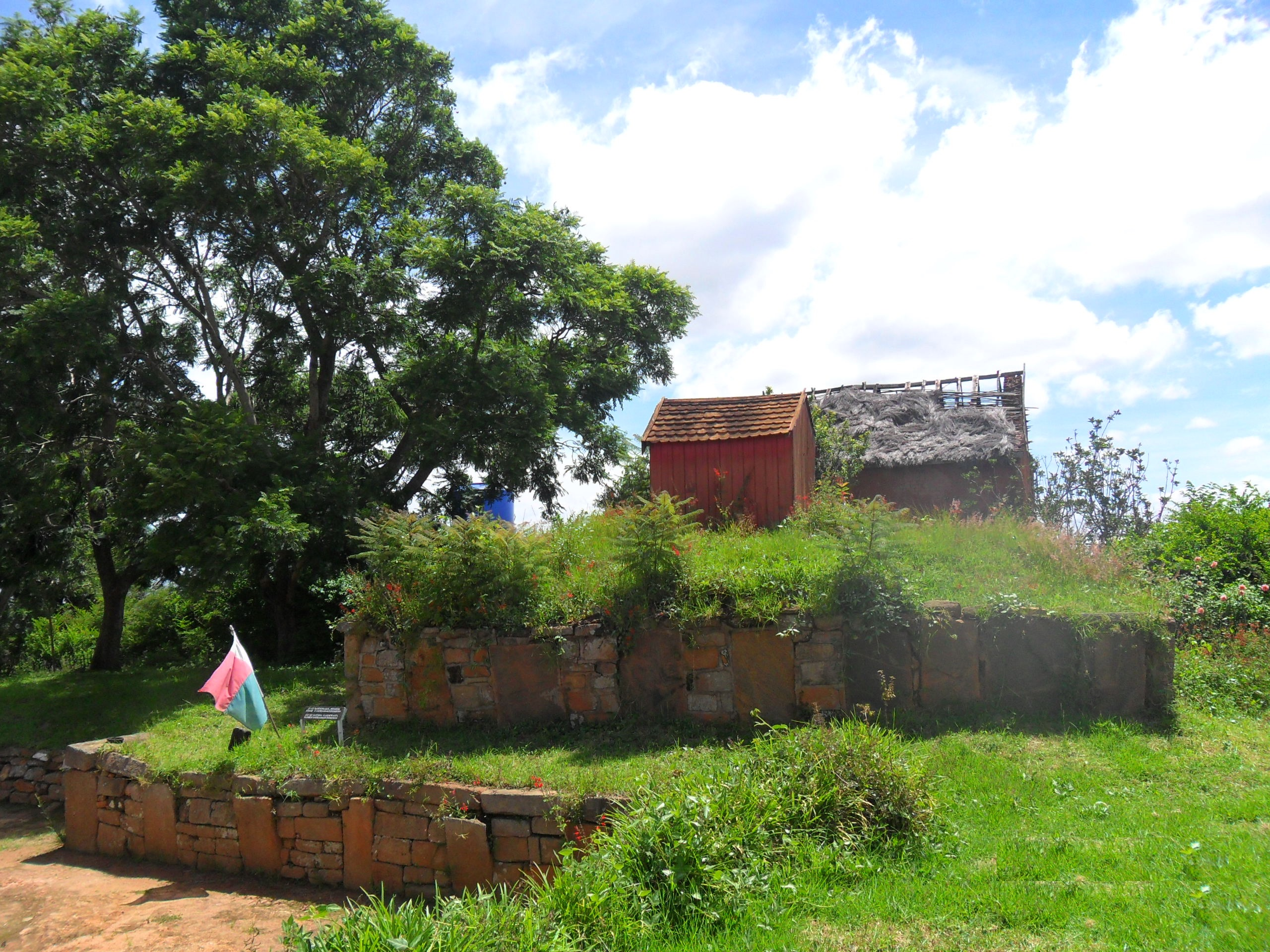
Tombeaux de Rasendrasoa